# Faltern (Wurmsham)

Faltern 1

Faltern ist ein Gemeindeteil der Gemeinde Wurmsham niederbayerischen Landkreis Landshut.

## Lage
Die Einöde Faltern liegt in der Gemarkung Pauluszell 3,4 Kilometer südwestlich von Wurmsham und 6,2 Kilometer südöstlich von Velden an einem Zulauf des Klapfer Bachs.

## Geschichte
Der Ort wurde als Valtorer 1463 erstmals erwähnt. Weitere Ortnamenvarianten waren Valtraer (1476), Falterer (1650) und Valterer zu Falter (1670). Verwaltungsmäßig lag die Einöde, deren Hofgebäude ursprünglich ganz aus gebaut waren, bis 1802 zur Obmannschaft Wald im Pfleggericht Vilsbiburg.

Faltern gehörte von Anfang an zum Filialkirchen- und anschließend zum Pfarrkirchen-Sprengel von Mariä Himmelfahrt in Ranoldsberg. Im Jahr 1844 wurden die Holzgebäude durch Steinbauten ersetzt.

## Gebäude

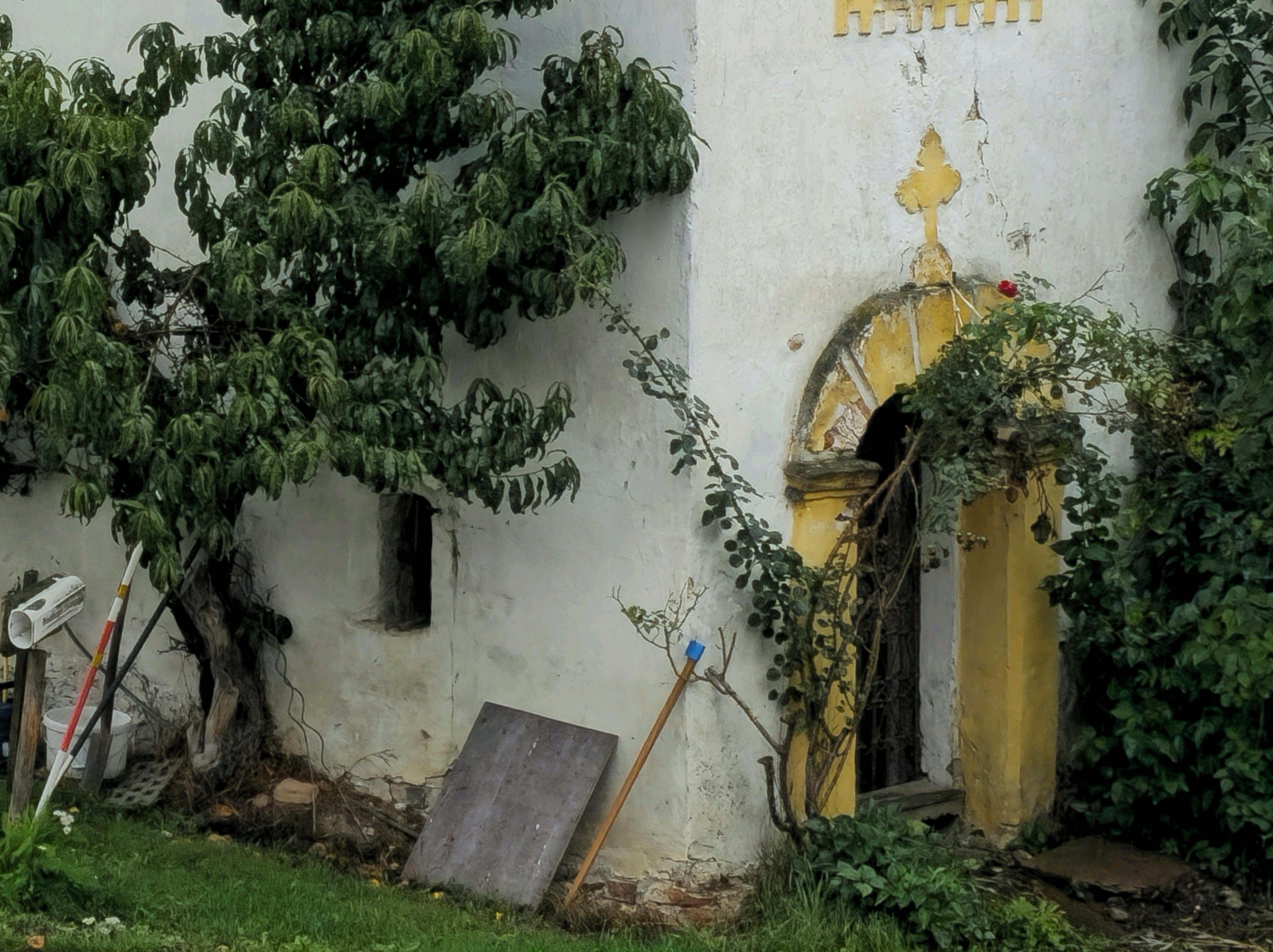
Hofkapelle im Stadel

Die Scheune des Vierseithofs Faltern 1 ist ein massiver Satteldachbau mit Putzgliederung und aufwendigem Dekor in historistischen Formen. Sie ist mit der Jahreszahl 1848 bezeichnet und umschließt eine eingebaute neugotische Kapelle. Sie steht unter Denkmalschutz und ist in die Liste der Baudenkmäler in Wurmsham eingetragen.

## Bevölkerungsentwicklung
Um 1871 gab es in Faltern sieben Einwohner. Im Mai 1987 lebten dort drei Einwohner in einem Wohngebäude.
| Jahr      | 1871 | 1925 | 1950 | 1970 | 1987 |
| Einwohner | 7    | 8    | 8    | 4    | 3    |